# 北京舞蹈学院
北京舞蹈学院位于中国北京海淀区紫竹院公园北侧，1954年9月6日成立。被誉为“舞蹈家摇篮”，是中国规模最大的舞蹈教育的最高学府，世界知名的舞蹈院校。中央芭蕾舞团和东方歌舞团的前身都诞生在此。该校和北京电影学院、中央戏剧学院、上海戲劇學院、中国人民解放军艺术学院是中国五大培养演艺人材的学校。

## 简介

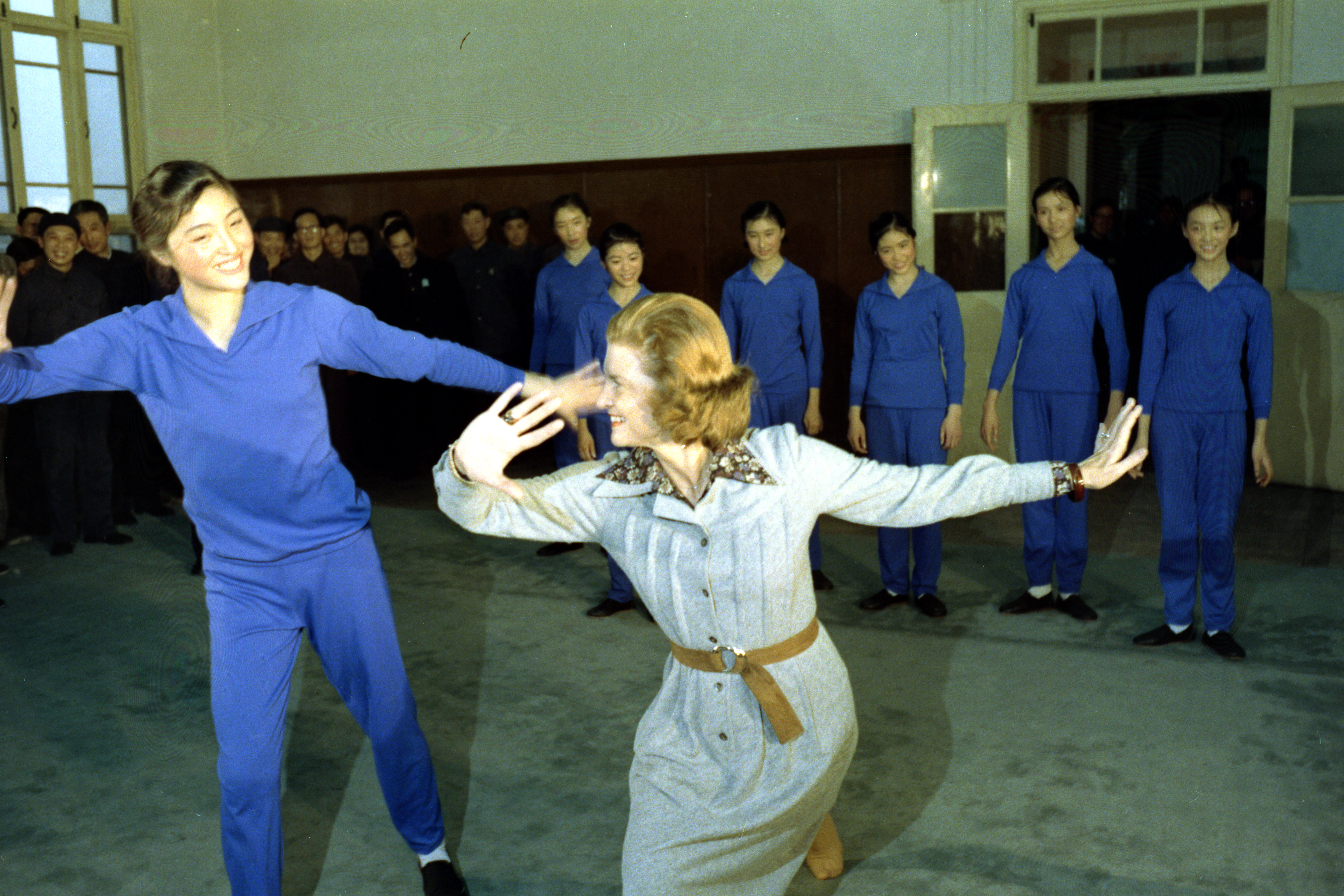
1975年12月美國總統福特訪華，其妻到訪中央五七艺术大学舞蹈学校（當時校名），演練中國舞蹈

- 北京舞蹈学院初名北京舞蹈学校，戴爱莲出任第一任校长。1978年经文化部正式批准成立北京舞蹈学院，1999年获得舞蹈学硕士学位授予权，2005年获得艺术硕士（MFA）学位授予权。
- 1987年北京舞蹈学院原有的中专部经改组后成为现今的北京舞蹈学院附属中等舞蹈学校，即北京舞蹈学院附中。

## 规模
- 学院在编教职员工：约600人
- 全日制在校学生：约2000人
- 附属中等专业学校学生：约1000人
- 继续教育学院在校生：约500人
- 舞蹈考级教育管理中心每年在海内外培训考级师资近2万人，有近15万学生参加舞蹈考级培训学习

## 院系
学院涵盖舞蹈表演、舞蹈编导、舞蹈史论及相关的戏剧影视美术设计、公共事业管理等共十四个专业方向。

### 院系设置
1. 表演学院（待建）
  1. 芭蕾舞系 舞蹈表演（芭蕾舞）
  2. 中国民族民间舞系 舞蹈表演（中国民族民间舞）
  3. 中国古典舞系 舞蹈表演（中国古典舞）
  4. 音乐剧系 舞蹈表演（音乐剧）
  5. 国际标准舞系 舞蹈表演（国际标准舞）
2. 创意学院
  1. 编导系 舞蹈编导（舞蹈编导）
  2. 现代舞系 舞蹈编导（现代舞）
  3. 艺术设计系 戏剧影视美术设计（舞台美术设计）
  4. 艺术设计系 戏剧影视美术设计（舞台服装与化装设计）
  5. 艺术设计系 戏剧影视美术设计（舞台灯光设计）
  6. 艺术设计系 戏剧影视美术设计（舞台设计绘景）
3. 人文学院
  1. 舞蹈学系 舞蹈学（舞蹈研究）
  2. 艺术传播系 舞蹈学（艺术管理）
4. 教育学院
  1. 舞蹈表演（舞蹈教育）

### 附中专业教学科
- 芭蕾舞专业
- 中国舞专业
- 歌舞专业
- 舞蹈表演专业（中国舞综合方向）

(专业附文化教学科)

## 历任院长
- 校长:　戴爱莲　1954.09 —— 1966.06
- 校长:　陈锦清　1964.02 —— 1966.06
- 院长:　陈锦清　1978.11 —— 1983.12
- 院长:　李正一　1983.12 —— 1987.02
- 院长:　吕艺生　1987.02 —— 1996.04
- 院长:　王国宾　2001.06 —— 2009.05
- 院长:　李续　2009.05 —— 2014.06[1]
- 院长:　郭磊　2014.07 ——[2]

### 现任领导层
- 党委书记：王旭东
- 院长：郭磊
- 党委副书记：刘岚
- 副院长：许锐、邓佑玲、王伟、张强
- 纪委书记：彭红

## 著名教师
- 欧阳予倩、吴晓邦、彭松、盛婕、叶宁、陈锦清、高连甲、栗承廉、侯永奎
- 前苏联功勋演员：伊丽娜、查普林、古雪夫
- 中国古典舞、中国民族民间舞、芭蕾舞各学科的创始人：李正一、唐满城、孙颖、许淑英、罗雄岩、曲皓、陆文鉴
- 现代舞：王玫、张守和、肖苏华

## 著名校友
部分比较知名的校友，并不完全。
著名舞蹈艺术家
- 贾作光、白淑湘、陈爱莲、赵青、薛菁华、斯琴塔日哈、张均、李仲林、黄伯寿、白水、李群、房进激、张毅、章民新、王世琦、李承祥、蒋祖慧

舞蹈教育家
- 吕艺生、熊家泰、许定中、潘志涛、尹佩芳、王佩英、肖苏华、马力学、刘友兰、贾美娜、沈元敏、孟广城

中青年舞蹈艺术家
- 张继刚、陈维亚、冯瑛、王才军、沈培艺、黄豆豆、刘震、朱妍、黄启诚、山翀、邢亮、汪冽、王亚彬、武巍峰、刘岩、汪子涵、邵俊婷、孙锐、楊怡孜

### 影视演员
北京舞蹈学院附属中学校友
| 学生     | 入讀   | 畢業   | 专业                           | 备注                                     |
| 王艳     | 1984年 | ?      | 古典舞专业                     |                                          |
| 陈数     |        | 1992年 | 芭蕾舞、中国古典舞、中国民间舞 | 毕业后考入中央戏剧学院表演系(干部研修班) |
| 李小冉   | 1986年 | 1993年 | 民族舞专业                     |                                          |
| 章子怡   | 1990年 | 1996年 | 民间舞专业                     | 毕业后考入中央戏剧学院表演系             |
| 孙莉     | ?      | 1995年 |                                |                                          |
| 姚晨     | 1993年 | 1997年 | 民间舞专业                     | 毕业后考入北京电影学院表演系             |
| 孙菲菲   | 1993年 | 1998年 | 中国舞专业                     | 毕业后考入中国古典舞系                   |
| 迟帅     | 1993年 | 1998年 | 音乐剧专业                     | 毕业后考入音乐剧系                       |
| 白百何   |        | 2002年 |                                | 毕业后考入中央戏剧学院表演系             |
| 江一燕   | 1998年 | ?      | 音乐剧专业                     |                                          |
| 张璇     | 1998年 | 2005年 | 芭蕾专业                       | 毕业后考入北京电影学院表演系             |
| 景甜     | 2000年 |        | 中国民族民间舞专业             |                                          |
| 蒋梦婕   | 2001年 | ?      | 芭蕾舞专业                     |                                          |
| 檀健次   | 2003年 | ?      | 拉丁舞专业                     | 毕业后保送北京体育大学                   |
| 于小彤   | 2005年 | ?      | 芭蕾舞专业                     |                                          |
| 宋欣佳怡 | 2005年 | ?      | 音乐剧专业                     | 毕业后考入中央戏剧学院表演系             |
| 宋茜     | 1999年 | 2005年 | 古典舞专业                     | 毕业后考入中国民族民间舞系               |
| 徐好     | 2007年 | 2013年 | ？                             | 毕业后考入北京电影学院表演系             |
| 董思成   | 2009   | 2015   | 中国民族民间舞专业             | 毕业后考入中央戏剧学院表演系             |
| 陳星旭   | 2008   | 2014   | 歌舞專業                       | 毕业后考入中央戏剧学院表演系             |
| 張新成   | 2008   | 2014   | 歌舞專業                       | 毕业后考入中央戏剧学院音樂劇系           |
| 王玉雯   | 2009   | 2015   | 歌舞專業                       | 毕业后考入音樂劇系                       |
| 劉昊然   | 2009   | 2015   | 歌舞專業                       | 毕业后考入中央戏剧学院表演系             |

北京舞蹈学院校友
| 学生           | 入讀   | 畢業   | 专业                     | 备注               |
| 汤加丽         |        |        | 古典舞系                 |                    |
| 金巧巧         | 1993年 | 1994年 | 芭蕾舞系                 |                    |
| 孙菲菲         | 1998年 | 2002年 | 中国古典舞系             |                    |
| 赵涛           | 1996年 | 1998年 | 中国民族民间舞系         | 进修               |
| 张晓龙         | 1994年 | 1997年 | 中国民族民间舞系         |                    |
| 杨志刚         | 1998年 | 1999年 | 芭蕾舞系                 | 进修               |
| 迟帅           | 1998年 | ?      | 音乐剧系                 | 因家庭经济原因退学 |
| 孟瑤           | ?      | 2000年 | 中国民族民间舞系         |                    |
| 乔振宇         | 1997年 | 1999年 | 中国古典舞系             |                    |
| 王力可         | 2000年 | 2003年 | 音乐剧系                 |                    |
| 王丽坤、吕一   | 2001年 | 2004年 | 中国民族民间舞系         |                    |
| 李泰           | 2001年 | 2004年 | 音乐剧系                 |                    |
| 刘诗诗         | 2002年 | 2006年 | 芭蕾舞系                 |                    |
| 高洋、黄轩     | 2003年 | 2007年 | 音乐剧系                 |                    |
| 苗苗           | 2005年 | ?      | 古典舞专业               |                    |
| 宋茜           | 2005年 | 休学中 | 中国民族民间舞系         |                    |
| 李欣聪         | 2006年 | 2010年 | 音乐剧系                 |                    |
| 安悦溪         | 2007年 | 2011年 | 音乐剧系                 |                    |
| 王双           | 2007年 | 2011年 | 中国民族民间舞系         |                    |
| 鄭雲龍、阿雲嘎 | 2009年 | 2013年 | 音乐剧系                 |                    |
| 张慧雯         | 2010年 | 2014年 | 中国民族民间舞系         |                    |
| 李一桐         | 2007年 | 2011年 | 中国民族民间舞表教和一系 |                    |
| 金晨           | 2007年 | 2011年 | 中国民族民间舞表演專業系 |                    |
| 侯梦瑶         | 2010年 | ?      | 舞蹈教育系               |                    |
| 刘希媛         | ?      | ?      |                          |                    |
| 萬鵬           | 2014年 | 2018年 | 中国古典舞系             |                    |
| 张一鸾         | ?      | ?      |                          |                    |
| 王藝瑾         | 2016年 | 2020年 | 音乐剧系                 |                    |
| 张艺凡         |        |        |                          |                    |
| 赵小棠         | ？年   | 2017年 | 中国民间民族舞系         |                    |
| 王玉雯         | 2015年 | 2019年 | 音乐剧系                 |                    |